# بریج آو ویر
بریج آو ویر (به انگلیسی: Bridge of Weir) یک روستا در بریتانیا است که در رنفروشر واقع شده‌است. بریج آو ویر ۴٬۶۳۵ نفر جمعیت دارد.